# Betrachtung

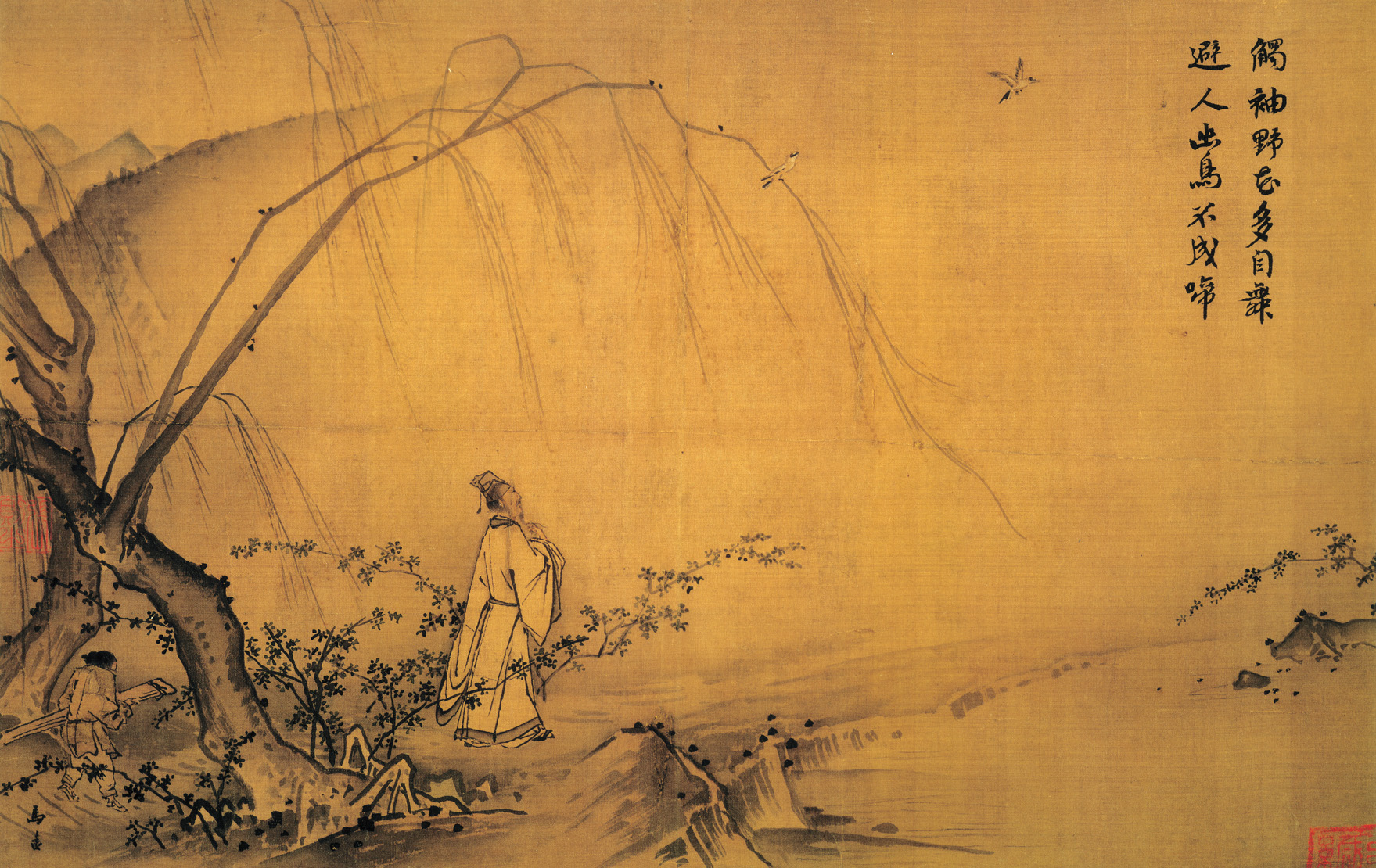
Ma Yuan (1190–1279): Auf einem Gebirgspfad im Frühling

Betrachtung ist in der Kunst und Philosophie die ästhetische Beurteilung.

## Zum Begriff

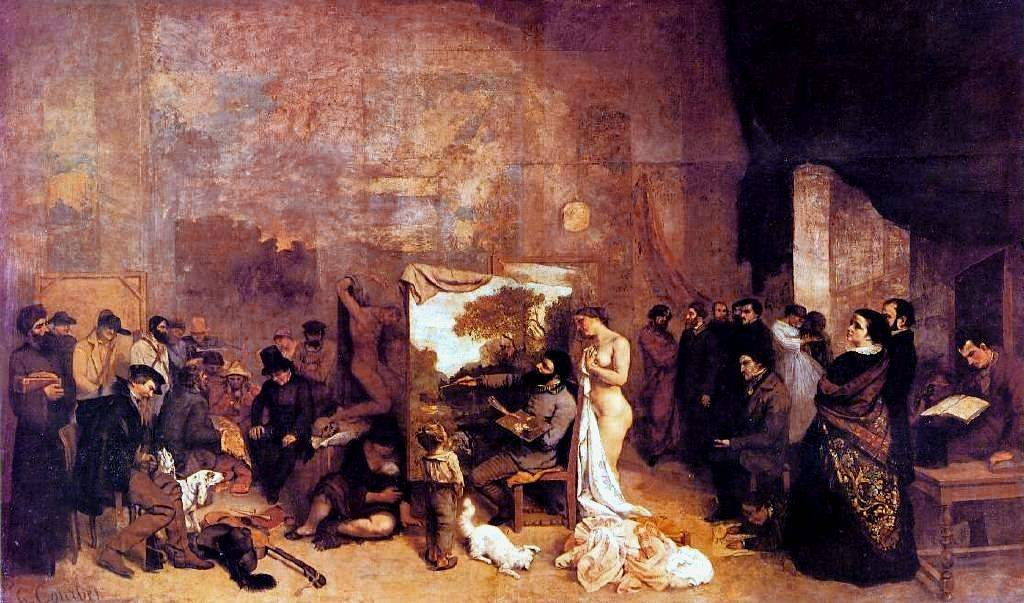
Gustave Courbet: L’Atelier du peintre. Allégorie Réelle déterminant une phase de sept années de ma vie artistique (et morale). 1855.

Der Betrachter nimmt für die bildende Kunst die Stellung ein, die der Zuschauer für die ephemeren Künste innehat: Sie bilden jeweils die Motivation für den Künstler, seine Werke auszustellen.
In Bezug auf analytische Betrachtung im Gegensatz zu einer ästhetischen spielt dagegen der Begriff des Beobachters im Rahmen einer Beobachtung einer Naturerscheinung in der Wissenschaft eine wichtige Rolle, in Bezug auf memorierendes Betrachten im Rechtswesen der Augenzeuge, in Bezug auf die sittliche Komponente der Zaungast, der Schaulustige oder der Voyeur.
Der Begriff Betrachtung steht in Nähe zum philosophischen Konzept der Anschauung. Betrachtung ist eine schon im Mittelhochdeutschen als betrahtunge belegte Substantivbildung aus dem Verb betrachten und bedeutet „Trachten nach etwas, Überlegung“.
Das Verb betrachten (mhd. betrahten, ahd. bitrahtön) bedeutete als Präfixbildung zu trachten zunächst „bedenken, erwägen, streben“. Im Frühneuhochdeutschen entwickelte sich daraus über „nachdenklich ansehen“ die heutige Bedeutung von betrachten: „ansehen, beschauen“.
Eine Betrachtung ist in moderner gehobener Sprache auch ein „Nachdenken“, eine „innere Anschauung“, ein „Gedankengang“ beziehungsweise dessen schriftliche Darlegung.
Bedingt durch die Verwendungsgeschichte von betrachten und Betrachtung werden insbesondere Werke der bildenden Kunst im Rahmen ihrer Rezeption nicht nur „angeschaut“, sondern „betrachtet“. In diesem Sinne hat sich auch der Begriff Ekphrasis von der „bildhaften Darstellung“ zur Bildbeschreibung gewandelt.

## Die Auseinandersetzung des Künstlers mit dem Betrachter

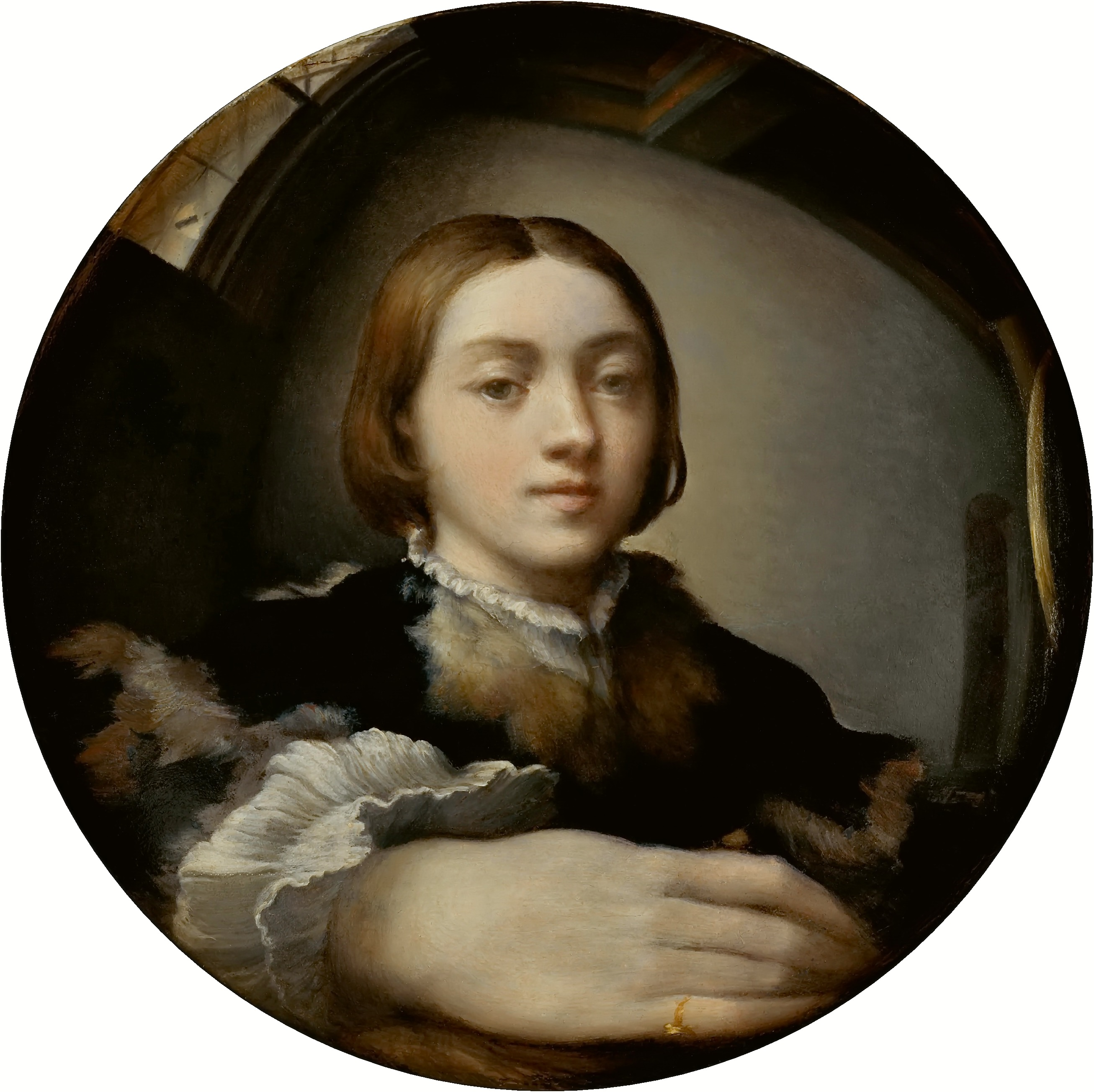
Parmigianino: Selbstporträt im konvexen Spiegel. 1524

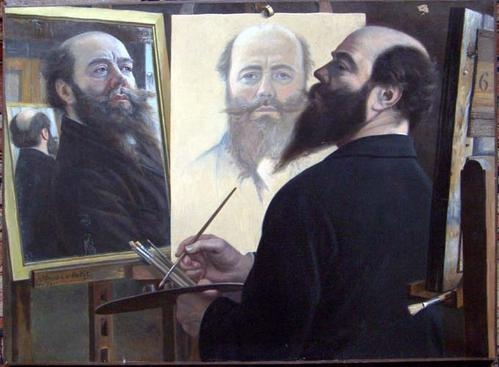
Alfred Le Petit (1841–1909): Selbstportrait. 1893

Es gehört mit zu den tiefgreifenden Änderungen, die den Übergang des Mittelalters zur Neuzeit bilden, dass sich auch der Künstler selbst als Person dem Betrachter darstellen will. Ein frühes Symptom dieser neuen Einstellung ist das Signieren des Werks. Erst in der Renaissance tauchen dann aber Darstellungen auf, die Menschen abbilden, die Kunstwerke betrachten (Beobachtung zweiter Ordnung), bald sind auch Bildnisse von malenden bzw. zeichnenden Künstlern üblich (Metakunst). In der Auseinandersetzung mit Perspektive und Spiegelung wird aber der Künstler Teil des abzubildenden Sujets, und schon in der Dürer-Zeit finden sich Selbstporträts, zuerst in Gruppenbildern versteckt (eine Randfigur trägt die Züge des Meisters), bald aber auch als Hauptmotiv. Hierbei dreht der Autor die Situation um, indem er den Betrachter des Bildes auffordert, ihm selbst beim Betrachten zuzusehen.
Dieser Innovationsschub des künstlerischen Ausdrucks stagniert gegen Ende des Barock und wird erst in der Moderne des 20. Jahrhunderts erneut aufgegriffen, in dem die Künstler zunehmend immer direkteren Kontakt mit den Betrachter suchen, von René Magritte und M. C. Escher – die explizit Fragen an der Betrachter stellen – angefangen bis zur Konzeptkunst, indem sie die Grenzen zwischen Künstler, Werk und Publikum aufzuheben sucht.
Andere Kulturen gehen einen ganz anderen Weg, etwa die Chinesische Malerei, die sowohl in ihrer buddhistischen wie auch konfuzianischen Ausprägung Betrachtung schon in ihren frühesten Anfängen thematisiert (Wang Wei, etwa 700–760), aber in ihrem Ausdruckskanon immer beibehält (etwa Shi Tao, 1641–ca. 1707).

## Ästhetische Beurteilung im weiteren Sinne
Anfang des 20. Jahrhunderts schrieb Friedrich Kirchner: „Betrachten heißt […] allgemein, beobachten, forschen, untersuchen; […] im Besonderen, etwas genau ansehen oder auch anhören; was den Menschen interessiert, betrachtet er.“ (Friedrich Kirchner)
Weiter schreibt er:

„Der Begriff der Betrachtung gehört auch in die Ästhetik. Schön heißt nur ein mit den Sinnen wahrgenommenes, nie ein bloß gedachtes Objekt; die sinnlichen Wahrnehmungen, auf die sich jedes ästhetische Urteil gründet, sind aber nur die der höheren Sinne, des Gesichts und Gehörs. Durch die niederen Sinne erfasst der Mensch die Dinge nur leidend, empfindend, bleibt mit ihnen eins. Durch die höheren Sinne aber stellt er sie außer sich, sondert seine Persönlichkeit von ihnen ab, betrachtet sie; […].“

Kirchner verweist, was die Bedeutung von Betrachtung als differenzierte ästhetische Beurteilung anbelangt, auf Prägungen durch Friedrich Schiller. Dieser hatte bereits Ende des 18. Jahrhunderts die Betrachtung mit der Reflexion gleichgesetzt und von der Begierde geschieden:

„Die Betrachtung (Reflexion) ist das erste liberale Verhältnis des Menschen zu dem Weltall, das ihn umgibt. Wenn die Begierde ihren Gegenstand unmittelbar ergreift, so rückt die Betrachtung den ihrigen in die Ferne und macht ihn eben dadurch zu ihrem wahren und unverlierbaren Eigentum, dass sie ihn vor der Leidenschaft flüchtet. […]“

1789 schrieb Schiller im Gedicht Die Künstler von der Betrachtung die „[…] denkend weilet.“
Das bekannte Sprichwort Schönheit liegt im Auge des Betrachters wird oft David Hume (Essays moral & political, 1742) zugeschrieben, lässt sich sinngemäß aber bereits auf Thukydides zurückführen.